# Catharina Felser
Catharina Felser (* 2. Oktober 1982 in Siegburg) ist eine ehemalige deutsche Rennfahrerin und Moderatorin.

## Karriere als Rennfahrerin
Catharina Felser begann ihre Karriere im Kartsport und nahm an nationalen sowie internationalen Rennserien teil. Im Jahr 2000 stieg sie in die Formel Ford auf und erreichte dort drei Podiumsplätze. Im Jahr darauf konnte sie in der Formel BMW ADAC acht Mal in die Top Ten fahren, bevor sie in der Saison 2002 ihr erstes Jahr in der Formel 3 bestritt. In ihrer zweiten Saison im Recaro Formel 3 Cup belegte sie am Jahresende den sechsten Gesamtplatz von 30 Teilnehmern. Nach ihrer Formelkarriere wechselte Catharina Felser in den Tourenwagensport und ging 2004 im Seat Leon Supercopa im Rahmen der DTM an den Start. 2005 nahm Catharina Felser am 24-Stunden-Rennen auf dem Nürburgring teil, 2006 stand außerdem das 24-Stunden-Rennen von Dubai auf dem Programm.
2008 erreichte Catharina Felser ihren Karrierehöhepunkt mit dem dritten Gesamtplatz in der FIA GT4 Sport Light Europameisterschaft auf einem KTM X-Bow. 2009 und 2010 nahm Catharina Felser an der KTM X-BOW Hill Climb Challenge teil.

## Moderatorin
2012 wechselte Catharina Felser neben verschiedenen Instruktoren-Engagements in den organisatorischen Bereich und arbeitete für das Lamborghini Team Reiter Engineering in der FIA GT1 und der Lamborghini Blancpain Super Trofeo als Teammanagerin. Vielen ist sie auch noch als Co-Moderatorin und Testfahrerin für „Grip - Das Motormagazin“ auf RTL2 bekannt. 2012 war sie als Moderatorin im Web-TV-Format „ZF Race Reporter“ im Rahmen der DTM zu sehen.

## Persönliches
Catharina Felser ist Diplom-Juristin und lebt in München.